# Neolamprologus longior
Neolamprologus longior är en fiskart som först beskrevs av Staeck, 1980.  Neolamprologus longior ingår i släktet Neolamprologus och familjen Cichlidae. IUCN kategoriserar arten globalt som livskraftig. Inga underarter finns listade i Catalogue of Life.